# Betulio González
Betulio González est un boxeur vénézuélien né le 24 octobre 1949 à Maracaibo.

## Carrière
Passé professionnel en 1968, il devient champion du Venezuela des poids mouches l'année suivante mais échoue pour le titre mondial WBA en 1971 face à Masao Oba. Quelques mois plus tard, il fait match nul face au champion WBC, Erbito Salavarria. González remporte finalement la ceinture WBC vacante des poids mouches le 3 juin 1972 aux dépens de Socrates Batoto. Il s'incline dès le combat suivant face à Venice Borkhorsor le 29 septembre 1972 mais s'en empare à nouveau le 4 août 1973 après sa victoire contre Miguel Canto. Le boxeur vénézuélien conserve cette ceinture face à Alberto Morales et Franco Udella puis est battu par Shoji Oguma le 1er octobre 1974.  Quatre ans plus tard, le 12 août 1978, il remporte cette fois le titre WBA des poids mouches face à Guty Espadas, titre qu'il conserve à trois reprises avant de perdre le 17 novembre 1979 contre Luis Ibarra. Il met un terme à sa carrière sportive en 1988 sur un bilan de 76 victoires, 12 défaites et 4 matchs nuls.